# Werner Johannowsky
Werner Bernardo Johannowsky (Napoli, 27 dicembre 1925 – Napoli, 5 gennaio 2010) è stato un archeologo italiano di origini austriaco-svizzere.

## Biografia

### Origini
Johannowsky era di origini ebraiche: sua madre, Cornelia Kittoner, proveniva da una famiglia di ascendenza austriaca, che sarà duramente colpita dalla persecuzione nazista antisemita della Politica razziale nella Germania dell'epoca (una sorella morirà nei campi di sterminio nazisti mentre una seconda, della quale si erano perse le tracce, sarà ritrovata per caso dalla madre in un villaggio dell'Austria, inaspettatamente sopravvissuta all'Olocausto). Il padre Bernardo, originario di San Gallo, conduceva dagli anni venti la libreria antiquaria Detken, Rocholl & Johannowsky in piazza del Plebiscito, attorno alla quale si raccoglievano personalità antifasciste e nella quale lavorò Giorgio Amendola per due anni, da 1929 al 1930, dopo l'aggressione fatale subita del padre Giovanni.

### Carriera
Laureatosi all'Università di Napoli in Lettere classiche nel 1951, Werner Johannowsky trovò impiego l'anno dopo in Soprintendenza, dove intraprese una carriera che lo porterà a essere ispettore per i Beni archeologici della provincia di Caserta e, dal 1976 al 1986, al vertice della Soprintendenza delle province di Avellino, Salerno e Benevento, per poi diventare ispettore centrale del Ministero dei beni culturali.
All'attività nel ministero dei beni culturali ha affiancato, per lunghi anni, quella di docente di archeologia classica all'Istituto Universitario Orientale.

### Attività archeologica
Ha condotto missioni archeologiche a Creta, e a Iasos, in Caria, sulla costa della Turchia. In Italia centrale e meridionale ha diretto campagne di scavo nel campo dell'archeologia greca e dell'Italia antica, in siti del Sannio, dell'Irpinia, a Elea-Velia, a Capua antica e nel centro storico di Napoli. 
Era considerato uno specialista dell'età del Ferro. Personalità schiva e cortese, Johannowsky è ricordato da Giovanni Pugliese Carratelli per la tempra di «studioso sempre rigoroso», anche se «con la tendenza a isolarsi».

### Impegno politico e attività giornalistica
Il suo ambiente familiare coltivò l'impegno politico, e la prossimità con ambienti antifascisti: oltre al rapporto già citato con la famiglia Amendola, sua madre Cornelia era in stretta amicizia con Adele Croce, moglie del filosofo Benedetto Croce, e con Marussia Bakunin, docente di chimica all'Università Federico II di Napoli, figlia dell'anarchico Michele Bakunin e zia di Renato Caccioppoli. 
Seguendo le tradizioni familiari, anche Werner Johannowsky manifestò il suo impegno, dedicandosi ad attività politica nelle file del Partito comunista italiano, e coltivando una collaborazione pubblicistica con il giornale L'Unità, organo di stampa del PCI.
Nel 2007 ricevette la cittadinanza onoraria di Teano.

## Pubblicazioni
- Il santuario sull'acropoli di Gortina, 2 voll., Roma, Istituto Poligrafico e Zecca dello Stato, 1968-2002
- (con Giovanna Gangemi), Insediamenti e necropoli a Carife e nella "Baronia" dalla preistoria ai Sanniti, mostra archeologica, Museo Irpino, 9 marzo-30 settembre, Amministrazione provinciale, 1992
- Capua antica, fotografie di Marialba Russo, Napoli, Banco di Napoli, 1989
- La Magna Grecia, con Maria Rosaria Borriello, Luca Cerchiai, Giovanna Gangemi, Società Editrice Napoletana, 1987
- «Le Ville romane dell'età imperiale», in Itinerari turistico culturali in Campania. 3, Società Editrice Napoletana, 1986
- Saggi in La badia di Cava, a cura di Giuseppe Fiengo e Franco Strazzullo, Cava dei Tirreni, Di Mauro, 1985-1990
- Materiali di età arcaica dalla Campania, con contributo di Maria I. Merolla, Napoli, Gaetano Macchiaroli editore, 1983
- Paestum, Novara, Istituto Geografico De Agostini, 1982.
- Considerazioni sullo sviluppo urbano e la cultura materiale di Velia, in I Focei dall'Anatolia all'Oceano, Napoli, Gaetano Macchiaroli editore, 1982
- «Note sui criptoportici pubblici in Campania», in Les cryptoportiques dans l'architecture romaine - 19-23 aprile 1972, École française de Rome, 1973